# Club Deportivo Torre Fuerte
El Club Deportivo Torre Fuerte  es un club de fútbol ubicado en el distrito municipal Villa Primero de Mayo de la ciudad Santa Cruz de la Sierra, Bolivia. Fue fundado el 7 de agosto de 2009 por Alain Ojeda Muñoz y un grupo de amigos, actualmente participa en la máxima categoría de la Asociación Cruceña de Fútbol.

## Historia
El Club Deportivo Torre Fuerte empezó su historia en el día 7 de agosto de 2009, en la zona/ciudadela de Villa Primero de Mayo. El equipo fue nombrado así debido al versículo bíblico Proverbios 18:10, que dice: "Torre fuerte es el nombre de Jehová;
A él correrá el justo, y será levantado.".
Tras una pequeña excursión en Brasil, el equipo se inscribió en la ACF para jugar la Tercera de Ascenso (5ª división regional) desde la temporada 2010-11. Torre Fuerte campeonó el certamen en su primera particiapción, y luego pudo también alcanzar el título de la Segunda de Ascenso en 2011-12 y de la Primera de Ascenso en 2012-13, por lo que en un espacio de solo 4 años logró llegar hacia la Primera B.
En su pasaje en la segunda división cruceña, Torre Fuerte siempre estuvo peleando por el ascenso, hasta que en la temporada 2016-17 el equipo campeonó el certamen tras ganar 1 a 0 a Canarios en la gran final del torneo, poniendo a Villa Primero de Mayo en la máxima categoría departamental para el 2018.
Su primer año jugando por Primera A fue marcado sobre todo por el Primer torneo (Apertura), donde Torre Fuerte clasificó a la liguilla final y luego quedó subcampeón de este torneo, logrando así una calificación inédita a la Copa Simón Bolívar del mismo año, donde jugó en el segundo semestre y estuvo muy cerca de clasificarse a la segunda fase del campeonato. Todavía, Mariscal Sucre de Cobija, en un partido que llevantó muchas sospechas de amaño (incluso una denuncia por parte de Torre Fuerte), goleó 9 a 0 a un ya eliminado Libertad FC y pasó al equipo en la diferencia de goles, lo dejando afuera. Mientras esto, no pudo llegar a la liguilla final del Segundo torneo (Clausura) de la Primera A.
En 2019, el equipo pudo alcanzar su primera estrella en la máxima categoría, tras campeonar el Primer torneo, lo que también le permitió representar por segunda vez al departamento de Santa Cruz en la Copa Simón Bolívar. En esta edición de la categoría de plata del fútbol boliviano, el equipo quedó cuarto en su grupo por la primera fase, no alcanzando la clasificación a la próxima fase. En el Segundo torneo de la Primera A, llegó a la liguilla final pero no pudo campeonar, con Real Santa Cruz quedando como ganador del torneo. Ellos incluso deberían jugar la gran final, pero esto no se pasó debido a que el equipo albo ascendió a la Primera División, por lo que ya no podría jugar partidos válidos por el certamen.
Para el 2020, no hubo Primera A debido a la pandemia de COVID-19. No obstante, se realizó la segunda división nacional, y con el aumento del número de equipos en el certamen, el cuadro de la Villa Primero de Mayo pudo jugar en condición de tercer colocado del Segundo torneo de la edición 2019 de la ACF. En esta edición, hizo su mejor campaña hasta ahora, llegando hasta los cuartos de final donde cayó ante Fancesa.

## Uniforme

### Uniformes actuales
Los colores representativos del uniforme para la temporada 2021 son los siguientes:
- Uniforme titular: Camiseta verde, pantalón verde y medias verdes.
- Uniforme alternativo: Camiseta roja, pantalón azul y medias azules.

| Titular | Visitante |

## Estadio
El estadio donde Torre Fuerte más hace sus partidos de local es el  Municipal Villa Primero de Mayo, justamente ubicada en la ciudadela donde se encuentra el club. Inaugurado en 12 de noviembre de 2015, en la gestión de Percy Fernández Añez, siendo parte de tercer paquete de obras municipales del proyecto "Arte, cultura y fe". El estadio puede albergar a 7000 personas, tenendo también a baños, vestidores, áreas de apoyo, canchas sintéticas, sistema de riego y un parqueo para 50 vehículos.
Más allá, el equipo también juega algunas veces en otras canchas de Santa Cruz de la Sierra y alrededores, como el Estadio Edgar Peña y el Estadio Juan Carlos Durán.

## Datos del club
- Temporadas en Primera División: 0
- Temporadas en Copa Simón Bolívar: 3 (2018, 2019 y 2020)

### Por la Copa Simón Bolívar
Partidos jugados: 32
Victorias: 14
Empates: 12
Derrotas: 6
Goles marcados: 72
Goles en contra: 47
Mayor goleada en favor: 8 - 0 ante Calleja (30 de abril de 2022)
Mayor goleada en contra: 1-6 ante Vaca Díez (13 de octubre de 2019)

## Palmarés

### Torneos regionales (1)
| Torneos regionales       | Torneos regionales | Torneos regionales |
| Competición              | Títulos            | Subcampeonatos     |
| ------------------------ | ------------------ | ------------------ |
| Primera A - ACF          | 2019-I.            | 2018-I.            |
| Primera B - ACF          | 2016-17            |                    |
| Primera de Ascenso - ACF | 2012-13            |                    |
| Segunda de Ascenso - ACF | 2011-12            |                    |
| Tercera de Ascenso - ACF | 2010-11            |                    |